# Hoykenhayn (Wüstung)
Das ehemalige Walddorf Hoykenhayn soll sich im Forstgebiet des Ortsteils Paulinzella der Stadt Königsee im Landkreis Saalfeld-Rudolstadt in Thüringen befunden haben.

## Lage
Die Wüstung liegt südlich des Ortsteils Paulinzella im Wald. Die genaue Lage ist nicht mehr feststellbar.

## Geschichte
Der ehemalige Klosterwald bestand aus mehreren Forstorten und Geländeteilen. Unter anderen auch aus dem Geländeteil Heckenhain. Im Jahr 1300 wurde das Dorf Heikenhain erwähnt. 1312 nannte man ein Hoykenhayn. Semper beschreibt 1909 auf Seite 89, zitiert von H.E. Müllerott, dass Hoykenhain vermutlich südwestlich von Paulinzella lag. Dort gibt es den Flurnamen Heckenhain. Hermann von Griesheim betont bei einer Begleichung von Leistungen im Jahr 1300, dass er auf Neusis und Heikenhain verzichtet. 1372 wird der Hökenheimer Weg genannt. In der Stadt Königsee führt man noch 1372 den Hökenheimer Weg.

## Fazit
Die Abweichungen im Namen sind personeller Art entstanden. Es handelt sich um den wüsten Ort. Das Dorf muss 1316 wüst gefallen sein, weil es nahe Paulinzella lag und in den Urkunden der Folgezeit nie wieder erwähnt worden ist. Vielleicht ging das Dorf in Paulinzella auf.